# L'Ancien Testament par James Tissot
Cette page fournit une liste de gouaches sur panneau réalisées entre 1896 et 1902 par James Tissot (1836-1902), sur le thème de l'Ancien Testament et conservées au Musée juif de New York.

## La Genèse
| Image | Titre                                              | Dimensions     |
| ----- | -------------------------------------------------- | -------------- |
|       | La Création                                        | 21 × 25 cm     |
|       | Adam est tenté par Ève                             | 25 × 18 cm     |
|       | La Malédiction de Dieu                             | 18 × 26 cm     |
|       | Adam et Ève chassés du paradis                     | 22,6 × 31,7 cm |
|       | Caïn conduit Abel à la mort                        | 24 × 19 cm     |
| Image | Le Châtiment de Caïn                               | 19 × 28 cm     |
| Image | Tubal-Caïn                                         | 24 × 12 cm     |
|       | Naissance de Noé                                   | 22 × 24,9 cm   |
| Image | Noé                                                | 22 × 29 cm     |
|       | Dieu apparaît à Noé                                | 23 × 11 cm     |
|       | La Construction de l'Arche                         | 21 × 29 cm     |
|       | Les Animaux entrent dans l'Arche                   | 21 × 29 cm     |
|       | Le Déluge                                          | 27 × 22 cm     |
|       | La Colombe revient à Noé                           | 20 × 11 cm     |
|       | Le Sacrifice de Noé                                | 19 × 29 cm     |
|       | Sem, Cham et Japhet                                | 14,6 × 18,9 cm |
|       | L'Ivresse de Noé                                   | 20 × 32 cm     |
|       | Construction de la Tour de Babel                   | 21 × 30 cm)    |
|       | La Caravane d'Abraham                              | 19 × 8 cm      |
| Image | Les Offrandes de Melchisédech                      | 20 × 29 cm     |
|       | Le Conseil d'Abraham à Sara                        | 5 × 21 cm      |
|       | Les Égyptiens admirent la beauté de Sara           | 17 × 23 cm     |
|       | Sara est emmenée au palais de Pharaon              | 20 × 31 cm     |
|       | Abraham et les Trois Anges                         | 20 × 29 cm     |
|       | Les Promesses de Dieu à Abraham                    | 12 × 15 cm     |
|       | Dieu renouvelle ses promesses à Abraham            | 21 × 13 cm     |
| Image | Sarah                                              | 16 × 11 cm     |
|       | Sarah écoute et rit                                | 22 × 21 cm     |
|       | Sarah renvoie Agar                                 | 20 × 30 cm     |
| Image | Agar quitte Abraham                                | 26 × 18 cm     |
|       | Agar et l'Ange dans le désert                      | 24 × 15 cm     |
|       | Abraham gardant son sacrifice                      | 22 × 16 cm     |
| Image | Les Sodomites                                      | 19 × 17 cm     |
|       | Abraham voit Sodome en flammes                     | 21 × 27 cm     |
| Image | Les Filles de Loth                                 | 18 × 27 cm     |
|       | Isaac porte le bois pour son sacrifice             | 22 × 14 cm     |
| Image | L'Offrande d'Abraham                               | 20 × 22 cm     |
|       | Le Serviteur d'Abraham rencontre Rebecca           | 26 × 20 cm     |
|       | Rebecca rencontre opportunément Isaac              | 10 × 19 cm     |
| Image | Isaac envoie Esaü chasser                          | 17 × 26 cm     |
|       | La Préparation de la soupe                         | 21 × 27 cm     |
|       | Jacob trompe Isaac                                 | 17 × 25 cm     |
|       | Le Rêve de Jacob                                   | 31,1 × 15,2 cm |
|       | Jacob et Rachel au puits                           | 26 × 21 cm     |
|       | Rachel et Léa                                      | 26 × 21 cm     |
|       | La Découverte de la coupe                          | 23 × 17 cm     |
|       | Jacob voit Ésaü venir vers lui                     | 21 × 30 cm     |
|       | La Rencontre d'Ésaü et Jacob                       | 18 × 27 cm     |
|       | Jacob                                              | 24 × 12 cm     |
| Image | Jacob lutte avec un Ange                           | 25 × 18 cm     |
|       | Joseph révèle son rêve à ses frères                | 23 × 32 cm     |
|       | Joseph jeté dans la fosse                          | 29 × 16 cm     |
|       | Jacob pleure son fils Joseph                       | 19 × 14 cm     |
|       | La Séduction de Dinah, fille de Léa                | 24 × 19 cm     |
|       | Désolation de Tamar                                | 27 × 19 cm)    |
| Image | Joseph cherche ses frères                          | 29 × 17 cm     |
|       | Joseph vendu en Égypte                             | 16 × 25 cm     |
| Image | Joseph jeune                                       | 27 × 20 cm     |
| Image | Joseph pleura                                      | 22 × 12 cm     |
|       | Joseph s'entretient avec son frère Juda, son frère | 20 × 26 cm     |
|       | Joseph réside en Égypte                            | 23 × 28 cm     |
|       | Joseph en prison, interprète les rêves             | 24 × 16 cm     |
|       | Les Rêves de Pharaon                               | 13 cm Diam.    |
|       | Joseph interprète les rêves de Pharaon             | 15 × 23 cm     |
|       | La Gloire de Joseph                                | 28 × 23 cm     |
|       | Joseph se fait connaître de ses frères             | 22 × 29 cm     |
| Image | Les Frères de Joseph                               | 21 × 29 cm     |
| Image | Joseph et Benjamin                                 | 27 × 18 cm     |
| Image | Joseph renvoie ses frères avec des sacs pleins     | 21 × 17 cm     |
|       | Joseph et ses frères accueillis par Pharaon        | 31 × 22 cm     |
| Image | Les Derniers Instants de Jacob                     | 18 × 29 cm     |
| Image | La Dépouille de Jacob est emmenée en Égypte        | 17 × 27 cm     |

## L'Exode
| Image | Titre                                           | Dimensions  |
| ----- | ----------------------------------------------- | ----------- |
|       | Pharaon et les Sages-femmes                     | 27 × 22 cm  |
|       | Moïse posé parmi les roseaux                    | 25 × 12 cm  |
|       | La Fille de Pharaon se fait amener Moïse        | 29 × 16 cm  |
|       | La Fille de Pharaon reçoit la mère de Moïse     | 22 × 26 cm  |
|       | Moïse tue un Égyptien                           | 28 × 17 cm  |
| Image | Moïse distribue du pain en prison               | 27 × 20 cm  |
| Image | Moïse près du puits en Madian                   | 28 × 15 cm  |
| Image | Moïse défend les filles de Jethro               | 21 × 30 cm  |
|       | Jéthro and Moïse                                | 21 × 30 cm  |
|       | La Plaie des mouches                            | 18 × 19 cm  |
|       | La Plaie des sauterelles                        | 20 × 24 cm  |
| Image | La Plaie des furoncles et des abcès             | 16 × 25 cm  |
| Image | La Plaie de la grêle                            | 28 × 21 cm  |
| Image | Les Eaux du fleuve transformées en sang         | 29 × 20 cm  |
|       | Pharaon et son fils mort                        | 14 × 22 cm  |
| Image | Pharaon sollicite Moïse                         | 14 × 22 cm  |
| Image | Moïse parle à Pharaon                           | 19 × 29 cm  |
| Image | Moïse                                           | 22 × 11 cm  |
|       | La Baguette d'Aaron dévore les autres baguettes | 22 × 29 cm  |
|       | Pharaon constate l'importance du peuple juif    | 21 × 29 cm  |
|       | Pharaon poursuit les Israélites                 | 9 × 30 cm   |
| Image | Les Eaux se divisent                            | 10 × 28 cm  |
|       | Les Égyptiens sont détruits                     | 9 × 28 cm   |
|       | L'Éxode                                         | 6 × 30 cm   |
| Image | Le Camp devant le Sinaï                         | 28 × 20 cm  |
| Image | L'Élection d'Aaron                              | 19 × 29 cm) |
|       | Moïse et Aaron montent au Mont Sinaï            | 29 × 21 cm) |
|       | Moïse interdit au peuple de le suivre           | 21 × 128 cm |
| Image | Moïse et le Buisson Ardent                      | 30 × 17 cm  |
| Image | Moïse vénère Dieu dans le Buisson Ardent        | 31 × 17 cm  |
| Image | Le Bâton de Moïse se transforme en serpent      | 28 × 16 cm  |
|       | Moïse et les Dix Commandements                  | 27 × 14 cm  |
|       | L'Orfèvre                                       | 21 × 11 cm  |
|       | Le Veau d'Or                                    | 20 × 27 cm  |
|       | Moïse détruit les tables des Dix Commandements  | 26 × 17 cm  |
|       | Moïse et Aaron parlent au peuple                | 21 × 26 cm  |
| Image | Aaron                                           | 26 × 14 cm  |
|       | Dieu rassure Moïse                              | 25 × 18 cm  |
|       | Moïse frappe le rocher dans le désert           | 19 × 28 cm  |
|       | Moïse frappe le rocher                          | 29 × 22 cm  |
|       | La Collecte de la Manne                         | 29 × 24 cm  |
| Image | Des Cailles sont envoyées sur les Israélites    | 22 × 31 cm  |
|       | La Mort d'Aaron                                 | 20 × 28 cm  |

## Le Deutéronome
| Image | Titre                                    | Dimensions |
| ----- | ---------------------------------------- | ---------- |
|       | Moïse voit la Terre Promise au loin      | 30 × 17 cm |
|       | Moïse bénit Josué devant le Grand Prêtre | 22 × 30 cm |
|       | Moïse et Josué dans le Tabernacle        | 19 × 22 cm |
| Image | Josué dans le Sanctuaire                 | 20 × 13 cm |
| Image | La Mort de Moïse                         | 20 × 30 cm |

## Les Livres historiques
| Image | Titre                                        | Dimensions     |
| ----- | -------------------------------------------- | -------------- |
|       | La Prostituée de Jéricho et les Deux Espions | 23 × 17 cm     |
| Image | Josué et l'Ange devant Jéricho               | 26 × 15 cm     |
| Image | La Mutilation d'Adoni-Bezek                  | 23 × 16 cm     |
|       | L'Arche traverse le Jourdain                 | 21,4 × 27,6 cm |
|       | Les Grappes de Canaan                        | 28 × 23 cm     |
| Image | Les Chants de joie                           | 20 × 27 cm     |
|       | Moïse sur la montagne pendant la bataille    | 26 × 18 cm)    |
|       | La Fuite des prisonniers                     | 23 × 30 cm)    |
| Image | Nimrod                                       | 23 × 13 cm)    |
| Image | L'Ange monte au Ciel                         | 24 × 18 cm)    |
|       | Myriam exclue du camp                        | 22 × 15 cm)    |
|       | Les Rois des cinq Grandes Cités              | 18 × 31 cm)    |
|       | Le Corps des morts emporté                   | 21 × 27 cm)    |
|       | Le Briseur de Sabbat lapidé                  | 27 × 21 cm)    |
|       | Les Deux Prêtres sont détruits               | 21 × 28 cm)    |
|       | La Pâque Juive                               | 22 × 15 cm)    |
| Image | Eglon tué par Ehud                           | 21 × 12 cm     |
| Image | Gédeon demande du pain aux hommes de Soukkot | 28 × 23 cm     |
| Image | Abimelech tue ses soixante-dix frères        | 23 × 30 cm     |
|       | La Fille de Jephté                           | 29 × 18 cm     |
| Image | La Fille de Jephté et ses accompagnantes     | 31 × 25 cm     |